# Thượng Hải Phi Bảo
Thượng Hải Phi Bảo được thành lập tại Công viên Văn hóa Điện ảnh và Truyền hình Thượng Hải Thương Thành vào đầu năm 2013, là một loại hình công ty môi giới mới tích hợp đạo diễn, diễn viên, sản xuất và tiếp thị và các ngành công nghiệp hoàn chỉnh khác.

## Hớp tác với

### Nữ diễn viên
Trương Hinh Dư, Lý Nhất Đồng, Lưu Vân, Hà Khiết, Trần Tiểu Vân, Trương Hân Nhan, Lâm Tử Tình 

### Nam diễn viên
Trương Thực Lực, Tống Văn Tác, Lương Tĩnh Khang, Trương Huỳnh Mẫn, Sài Minh Dương, Vương Thụy Xương , Hoàng Tuấn Tiệp 

## Nghệ sĩ
Phạm Thi Nhiên , Lệ Gia Kỳ

## Phim

### Sản xuất
| Năm  | Tên gốc    | Tên                     | Đạo diễn                  | Diễn viên | Ghi chú              |
| ---- | ---------- | ----------------------- | ------------------------- | --- | -------------------- |
| 2019 | 小女花不弃 | I will never let you go | Tra Truyền Nghị           | Lâm Y Thần, Trương Bân Bân, Lâm Bách Hồng, Tôn Tổ Quân, Hoàng Tâm Đệ                                                                               |                      |
| 2019 | 读心       | The Liar Hunter         | Lô Luân Thường, Trình Lục | Lý Tiểu Lộ, Lý Giai Hàng, Lý Trạch Phong, Trần Tiểu Vân, Mao Nghị                                                                                  | Phát hành trên Youku |
| 2021 | 小女霓裳   | Tiểu nữ Nghê Thường     | Đinh Anh Châu             | Lệ Gia Kỳ, Tất Văn Quân, Tôn Gia Lộ, Tống Văn Tác, Tăng Kì, Hà Trạch Viễn, Lý Vũ Hiên, Giai Toàn, Tiêu Hướng Phi, Cao Khải Nguyên, Trương Mặc Bạch |                      |

### Đầu tư
| Năm        | Tên gốc        | Tên                            | Đạo diễn                                | Diễn viên                                                          | Ghi chú |
| ---------- | -------------- | ------------------------------ | --------------------------------------- | ------------------------------------------------------------------ | ------- |
| 2014-11-0  | 露水红颜       | For Love or Money              | Cao Hy Hy                               | Lưu Diệc Phi, Rain, Vương Học Bình, Trần Xung, Đường Yên           |         |
| 2015-02-19 | 爸爸的假期     | Kỳ nghỉ của bố                 | Vương Nhạc Luân                         | Quách Đào, Lâm Chí Dĩnh, Trương Lượng, Vương Nhạc Luân, Điền Lượng |         |
| 2016       | 国士无双黄飞鸿 | Quốc sĩ vô song Hoàng Phi Hồng | Tương Gia Tuấn, Kì Tiểu Hủy, Lam Chí Vĩ | Trịnh Khải, Quách Bích Đình, Lữ Lương Vĩ, Hải Lục                  |         |

### Sản xuất và Phát hành
| Năm  | Tên gốc            | Tên           | Đao diễn       | Diễn viên                                    | Ghi chú           |
| ---- | ------------------ | ------------- | -------------- | -------------------------------------------- | ----------------- |
| 2020 | 生活像阳光一样灿烂 | Under The Sun | Triệu Dật Siêu | Tống Giai, Viên Hoằng, Lưu Vân, Đồ Tùng Nham | Sản xuất năm 2017 |

Show
| Năm  | Tên                             | Khách mời                                         | Kênh           | Ghi chú |
| ---- | ------------------------------- | ------------------------------------------------- | -------------- | ------- |
| 2014 | Quần áo mới của nữ thần (Mùa 2) | Yoon Eun-hye, Quách Bích Đình                     | Đông Phương TV |         |
| 2014 | Người hâm mộ nữ thần hoàn hảo   | Cù Vĩ, Mã Đinh, Lý Đại Tề, Tiêu Sắc, Hùng Đại Lâm | Chiết Giang TV |         |
| 2014 | Đây là cuộc sống                | Minh Đạo, Hàn Tuyết, Âu Đệ                        | Chiết Giang TV |         |